# Tomasz Tułacz
Tomasz Tułacz (ur. 29 grudnia 1969 w Mielcu) – polski piłkarz i trener piłkarski. Od 2015 szkoleniowiec Puszczy Niepołomice. 

## Kariera zawodnicza
Jest wychowankiem Stali Mielec, w której rozpoczął treningi w 1980. Jako junior grał do 1987, później przeniósł się do drużyny seniorów. Zadebiutował 13 września 1987 w meczu przeciwko Włókniarzowi Pabianice (1:0). Ogółem rozegrał w Stali 171 meczów ligowych (127 w I lidze, 44 w II lidze) zdobywając 17 bramek (11 w I, 6 w II), 12 meczów w Pucharze Polski (2 gole) oraz 2 mecze w Pucharze Intertoto (1 gol). Ostatnim jego meczem w Stali był pojedynek z KSZO Ostrowiec Świętokrzyski 25 maja 1997 (1:4). W latach 1998–2004 grał w drużynie Tłoków Gorzyce. Był także podstawowym graczem w olimpijskiej reprezentacji Janusza Wójcika do rozpoczęcia eliminacji do IO'92.

## Kariera trenerska
W 2006 przez kilka miesięcy był trenerem IV-ligowej mieleckiej Stali. Od 30 listopada 2007 trenował piłkarzy Resovii. Z drużyną tą wywalczył awans do II ligi w sezonie 2008/09. Od stycznia 2011 do lutego 2012 był ponownie trenerem Stali Mielec. W czerwcu 2012 po raz drugi został szkoleniowcem Resovii i pozostawał nim do kwietnia 2013. Od 1 lipca 2013 do 2 września 2014 był szkoleniowcem II-ligowej Siarki Tarnobrzeg.
Od sierpnia 2015 trener klubu Puszcza Niepołomice. W sezonie 2022/2023 zajął z drużyną 5. miejsce w I lidze, a następnie pokonując w barażach kolejno Wisłę Kraków (4:1) oraz Bruk-Bet Termalicę Nieciecza (3:2 p.d.), po raz pierwszy w historii klubu awansował z nim do Ekstraklasy. 

## Życie prywatne
Jego syn Kamil (ur. 1992) także został piłkarzem.